# Heteropolypus insolitus
Heteropolypus insolitus is een zachte koraalsoort uit de familie Alcyoniidae. De koraalsoort komt uit het geslacht Heteropolypus. Heteropolypus insolitus werd in 1964 voor het eerst wetenschappelijk beschreven door Tixier-Durivault. 